# Organizacja Wojskowa Związek Jaszczurczy
Organizacja Wojskowa Związek Jaszczurczy (OWZJ, również Związek Jaszczurczy) – polska konspiracyjna organizacja wojskowa obozu narodowego działająca w latach 1939–1942.

## Zarys historyczny
Organizacja Wojskowa Związek Jaszczurczy została utworzona 14 lub 15 października 1939 r. w Warszawie przez kilku działaczy tzw. Grupy „Szańca”, czyli przedwojennego Obozu Narodowo-Radykalnego. Należeli do nich: Władysław Marcinkowski, Otmar Wawrzkowicz, Tadeusz Salski. Otmar Wawrzkowicz zajął się tworzeniem struktury propagandy, natomiast W. Marcinkowski pionu wojskowego. Politycznie ZJ była podporządkowana tajnej Organizacji Polskiej.  W Atlasie polskiego podziemia niepodległościowego 1944–1956 (pod red. Sławomira Poleszaka, Rafała Wnuka, Agnieszki Jaczyńskiej, Magdaleny Śladeckiej) zwrócono uwagę na rasistowski charakter Organizacji Polskiej: Ideologia OP ukształtowała się przed wybuchem II wojny światowej i podczas jej trwania nie uległa większym zmianom. Członkami organizacji mogli zostać Polacy, którzy potrafili udowodnić swą czystość rasową do czwartego pokolenia wstecz. Ponieważ przywódcy ruchu narodowo-radykalnego definiowali polskość na wskroś etnicznie, mogła być ona dziedziczona jedynie przez krew, co wykluczało asymilację grup uznanych za etnicznie niepolskie. Szczególnie negatywnie oceniano Żydów – tak ze względów kulturalno-religijnych, jak i z powodu miejsca na rynku pracy, jakie zajmowali przed wojną.
Nazwa Organizacji Wojskowej OP nawiązywała do historycznego Związku Jaszczurczego, zorganizowanego przez szlachtę oraz mieszczan pruskich i pomorskich pod koniec XIV w. do walki z Zakonem Krzyżackim. Organizacja skupiała ludzi ideowych, wyznających ideę budowy Wielkiej Polski.
Działacze Grupy „Szańca” kwestionowali prawo którejkolwiek z organizacji konspiracyjnych do wyłącznego reprezentowania spraw politycznych i wojskowych w okupowanym kraju. Z tego względu ZJ uznawał władze RP na uchodźstwie, ale znajdował się w opozycji do oficjalnych czynników, czyli Delegatury Rządu RP na Kraj i ZWZ-AK. Z drugiej strony istniały jednak kontakty między ZJ a ZWZ i Delegaturą Rządu na Kraj, o czym m.in. świadczą meldunki Komendanta Głównego ZWZ-AK płk. Stefana Roweckiego ps. „Grot”, który w kwietniu 1941 r. meldował Naczelnemu Wodzowi o zgłoszeniu w lutym tego roku przez ZJ swojej grupy wojskowej do współpracy bojowej, dzięki czemu znalazła się ona w I rezerwie ZWZ. Z kolei w marcu 1941 r. doszło do spotkania przedstawicieli Grupy „Szańca” i ZJ z oficerami kontrwywiadu ZWZ w związku z zastrzeleniem w marcu tego roku kolaboranta Igo Syma, ale zakończyło się ono bez konkretnych ustaleń. Działacze Grupy „Szańca” uważali, że ZJ i ZWZ są organizacjami równorzędnymi i możliwa jest jedynie współpraca na równych prawach, a nie, jak tego żądało dowództwo ZWZ, podporządkowanie się ZJ tej organizacji. Podobną postawę zajmowano w stosunku do Delegatury Rządu.
W ZJ istniały duże problemy z kadrą dowódczą, ponieważ brakowało oficerów zawodowych. W sztabie ZJ działał tylko jeden oficer służby stałej kpt. Tadeusz Boguszewski, a kilku innych służyło w komendach okręgów, jak np. ppłk pil. Piotr Abakanowicz, czy kpt. Antoni Dąbrowski. W późniejszym okresie do ZJ dołączyli inni wyżsi oficerowie, którzy mieli różne konflikty z legalnymi władzami podziemnymi, jak np. płk dypl. w st. sp. Tadeusz Kurcyusz. Przywódcy ZJ dotarli także do byłych wojskowych niechętnych przed wojną sanacji i tradycji piłsudczykowskiej, przede wszystkim do wysokich oficerów zwolnionych ze służby czynnej. Byli to m.in. generałowie w stanie spoczynku Tadeusz Jastrzębski, Mieczysław Poniatowski, Józef Plisowski, Radosław Dzierżykraj-Stokalski, Stanisław Bułak-Bałachowicz, a także płk Julian Skokowski, zwolniony z niewoli niemieckiej były dowódca obrony Palmir z okresu wojny obronnej 1939 r. W 1940 r. uzyskano również kontakt ze zdegradowanym przed wojną generałem Michałem Żymierskim, jednakże po dłuższym sprawdzeniu kierownictwo ZJ zrezygnowało z jego oferty.
W 1942 r. ZJ liczył najprawdopodobniej ok. 7 – 10 tys. członków. Natomiast badacze z kręgów narodowych oceniają jego liczebność na ok. 60 tys. osób. Organizacja rozrastała się szybko i w niektórych rejonach kraju dysponowała znacznymi siłami (szczególnie w Warszawie i okolicy, na Kielecczyźnie i Lubelszczyźnie).
20 września 1942 r. z połączenia ZJ i secesjonistów z NOW oraz mniejszych organizacji o charakterze narodowym powstały Narodowe Siły Zbrojne. Po zawarciu w marcu 1944 r. umowy o scaleniu NSZ z AK, w NSZ nastąpił rozłam. W maju 1944 r. narodowcy wywodzący się z ZJ podjęli samodzielną działalność pod nazwą NSZ-ZJ.

## Struktura organizacyjna
Komenda Główna ZJ uformowała się w ciągu 1940 r., tworząc skuteczny system dowodzenia i łączności ze strukturami w terenie oraz zostały opracowane podstawowe dokumenty sztabowe i ogólnoorganizacyjne. Jej skład był następujący:
- Komendant główny – por. rez. Władysław Marcinkowski ps. „Władysław Szymkiewicz”, „Jaxa”,
- Szef sztabu i I zastępca – gen. bryg. w st. sp. Tadeusz Jastrzębski ps. „Jabłoński”, „Jabłonowski”, „Powała”,
- Kwatermistrz i II zastępca – Jerzy Olgierd Iłłakowicz ps. „Alfred”, „Zawisza”, „Michał”,
- Oddział I Organizacyjny – ppor. rez. Wiktor Radziszewski ps. „Wiktor”, „Wiktor Misiewicz”, „Reński”,
- Oddział II Wywiadowczy – ppor. rez. Witold Gostomski ps. „Hubert”, „Tatarkiewicz”, „Wiktor Grabowski”, „Nałęcz”,
- Oddział III Operacyjno-Wyszkoleniowy – kpt. Tadeusz Boguszewski ps. „Wacław III”, „Bielecki”, „Wacław Nakonieczny”,
- Oddział Oświatowo-Wychowawczy – ppor. rez. Julian Sędek ps. „Juliusz Mac”, „Juliusz Mackiewicz”
- Biuro Fałszerstw (legalizacji) – Zygmunt Łada, następnie Władysław Weker ps. „Franek”.

## Struktura organizacyjna w terenie
W ZJ przyjęto podział na Okręgi, Powiaty i Gminy. System dowodzenia tworzyli komendanci wojskowi poszczególnych szczebli. W terenie przewidziano powołanie Wojskowych Rejonów Wydzielonych – odpowiedników inspektoratów rejonowych w AK – na potrzeby przyszłego powstania. Dowództwo nad WRW mieli sprawować: komendant wojskowy, dowódca oddziałów wydzielonych i komisarz – z-ca komendanta ds. cywilnych (z ramienia Komisariatu Cywilnego). Największe wpływy ZJ zdobył w Warszawie i okolicach (ok. 1,5 tys. członków), Kieleckiem (ok. 2 tys.), Radomskiem (ok. 1,5 tys.) i Łódzkiem (ok. 300), gdzie organizacja wojskowa nosiła początkowo nazwę Polskie Siły Zbrojne (zmieniono ją na Okręg IX ZJ dopiero 1 maja 1942 r.). Podział terytorialny ZJ przedstawiał się następująco:
- Okręg Warszawa-miasto – jeden z silniejszych okręgów, dowódca por. Mieczysław Osmólski ps. „Mikołaj Kozłowski”,
- Okręg Warszawa-województwo – dowódca ppłk pil. Piotr Abakanowicz ps. „Barski”, „Grządziel”, „Grey”,
- Okręg Kraków – kpt. Tadeusz Boguszewski,
- Okręg Kielce – jeden z silniejszych okręgów, dowódca por. NN ps. „Olgierd Mirski”,
- Okręg Częstochowa
- Okręg Białystok
- Okręg Mazowsze północne
- Okręg Lublin – jeden z silniejszych okręgów, dowódca mjr rez. Zygmunt Broniewski ps. „Bogusławski”,
- Okręg Lwów – zorganizowany latem 1941 r. po wkroczeniu Niemców i wkrótce przekazany pod względem operacyjnym lokalnym strukturom ZWZ,
- Komenda Ziem Zachodnich, przemianowana na Inspektorat Ziem Zachodnich – utworzona w październiku 1941 r. z siedzibą w Warszawie, składająca się z następujących Okręgów (na jej czele stał por. rez. Lech Neyman ps. „Domarat”):
  - Okręg Pomorze – Mieczysław Dukalski ps. „Mieczysław Pomorski”, „Jacek”,
  - Okręg Poznań
  - Okręg Łódź
  - Okręg Śląsk

## Cele ZJ
- walka o odzyskanie niepodległości Polski przeciwko hitlerowskim Niemcom i sowieckiej Rosji;
- odbudowa państwa polskiego z przedwojenną granicą wschodnią;
- przyłączenie Prus Wschodnich do Polski;
- zachodnia granica Polski na Odrze i Nysie Łużyckiej;
- wysiedlenie ludności niemieckiej po wojnie;
- przebudowa powojennej Polski w duchu koncepcji Katolickiego Państwa Narodu Polskiego poprzez dokonanie przewrotu narodowego;
- zwalczanie wpływów komunistycznych w kraju.

Stefan Korboński podał, że Związek Jaszczurzy proponował Polsce ustrój wzorowany na faszyzmie włoskim i przeciwny wszystkim partiom demokratycznym, poza nacjonalistycznymi i antysemickimi. 
Jednoznaczną perspektywę konfrontacji zbrojnej ze swoimi politycznymi oponentami kreśliła instrukcja komendanta głównego Organizacji Wojskowej Związku Jaszczurczego, która nakazywała: „zdobyć dane i stale je aktualizować odnośnie do wszystkich działaczy komunistycznych anarchistycznych i wrogich mniejszości narodowych a w momencie przewrotu lub na krótko przed tym, zależnie od rozkazów zlikwidować wyżej wymienionych”.

## Działalność ZJ
Organizacja nie prowadziła działań partyzanckich, gdyż nie było wówczas takich możliwości, zwłaszcza na ziemiach zachodnich. Tworzono natomiast tzw. jednostki mobilizacyjne o charakterze szkieletowym (skadrowanym). Składały się one niemal wyłącznie z kadry dowódczej od drużyny do kompanii. Na czas powstania miały one rozwinąć się w Wojskowych Rejonach Wydzielonych w regularne oddziały partyzanckie. Mieli się tym zająć komendanci WRW. Ich zadaniem było przede wszystkim operacyjne użycie oddziałów do opanowania wyznaczonych obszarów. Natomiast poszczególne komendy okręgów oraz Inspektorat Ziem Zachodnich dysponowały własnymi niewielkimi oddziałami Akcji Specjalnej (AS), które prowadziły akcje odwetowe, wykonywały wyroki śmierci, zdobywały środki finansowe, broń i wszelkiego rodzaju zaopatrzenie. W zasadzie były one odpowiednikami oddziałów Kedywu w ZWZ-AK.
ZJ utworzył także Komisariat Cywilny (zalążek powojennej administracji cywilnej), którym kierowali kolejno: Jerzy Olgierd Iłłakowicz, a od grudnia 1941 r. przez większą część jego działalności dr Kazimierz Gluziński ps. „Franciszek Górnicki”. Początkowe zadania Komisariatu wiązały się z planami opanowania obszaru Prus Wschodnich oraz ziem zachodnich po Odrę i Nysę Łużycką. Akcja ta miała być przeprowadzona przez oddziały ZJ w momencie upadku Niemiec. Komisariat Cywilny przygotowywał kadry aparatu administracyjnego w celu obsadzenia tych terenów po ich zajęciu przez ZJ. Jednakże po przeprowadzeniu przez Niemców wysiedlenia większości ludności polskiej z ziem zachodnich i ich germanizacji, cele i zadania Komisariatu uległy zmianie. Jego prace koncepcyjne objęły całość terytorium Polski, wyłączając jedynie tereny położone za Bugiem. Po scaleniu ZJ z NOW i utworzeniu NSZ Komisariat Cywilny został przekształcony w Służbę Cywilną Narodu.

## Działalność propagandowa
ZJ wydawał wiele pism konspiracyjnych, wśród których główną rolę odgrywał „Szaniec”. Konspiracyjną działalność wydawniczą ZJ znacznie osłabiło wykrycie przez Niemców 17 czerwca 1942 r. głównej siedziby drukarni Wydziału Oświatowo-Wychowawczego KG ZJ w Warszawie na Powiślu przy ul. Przemysłowej 28 (w pomieszczeniach kotłowni Fabryki Siatek Drucianych) oraz magazynu materiałów propagandowych, w którym znajdowało się wówczas ok. 10 tys. plakatów, liczne broszury i prasa, a także kilkaset listów z ostrzeżeniami do urzędników i policji niemieckiej. Drukarnia działała od marca 1940 r., a na jej czele stał Włodzimierz Chojnacki ps. „Koza”.

## Działalność wywiadowcza
Związek Jaszczurczy prowadził bardzo szeroką działalność wywiadowczą, zwłaszcza w zakresie wywiadu wojskowego, komunikacyjnego i przemysłowego. Najbardziej aktywny był Wydział „Zachód” w Oddziale II KG ZJ, którym kierował por. rez. Stanisław Jeute ps. „Cezary”, „Wilk”. Tereny zachodniej Polski i samej Rzeszy Niemieckiej zostały podzielone na okręgi i pokryte gęstą siatką placówek wywiadowczych. Okręgi te to: Berlin, Brandenburgia, Śląsk, Monachium i Bawaria, Westfalia i Zagłębie Ruhry, Hamburg i Brema, Pomorze Wschodnie z Królewcem i Pomorze Zachodnie oraz Gdańsk. Na ziemiach włączonych do Rzeszy aktywne były ośrodki w Gdyni, Starogardzie Gdańskim, Poznaniu, Włocławku, Łodzi, Gnieźnie, Bydgoszczy i Żninie.
Informacje uzyskiwane za ich pośrednictwem były przekazywane Oddziałowi II KG ZWZ-AK, gdyż ZJ nie miał bezpośrednich kontaktów z polskimi władzami emigracyjnymi. W zamian organizacja otrzymywała fundusze na dalszą działalność. Współdziałanie wywiadowcze z ZWZ-AK odbywało się pod kontrolą grupy wywiadu Zakonu Narodowego Organizacji Polskiej.
W 1941 r. całość wywiadu zachodniego została włączona do nowo powstałego Inspektoratu Ziem Zachodnich (IZZ). Do osiągnięć wywiadu „Zachód” zalicza się: zdobycie informacji związanych z agresją Niemiec na Grecję, zdobycie daty zamierzonego ataku Afrika Korps na Aleksandrię, zlokalizowanie pobytu pancernika „Tirpitz” w jednym z fiordów norweskich, zlokalizowanie na Pomorzu Zachodnim (w Peenemünde) tajnego ośrodka zajmującego się badaniami nad pociskami rakietowymi. Uzyskano także informacje wywiadowcze dotyczące budowy łodzi podwodnych w stoczniach Gdyni, Gdańska i Elbląga.
Wywiadowcza aktywność ZJ spowodowała kontrakcję ze strony Niemców, którzy jeszcze w 1940 r. utworzyli w ramach Gestapo tzw. „Sonderkommando Z.J.”. Jego działalność doprowadziła do pocz. 1942 r. do znacznego osłabienia siatki wywiadowczej ZJ na ziemiach zachodnich Polski i na terenie Niemiec. W procesie, który odbył się w Berlinie, 31 osób ze ścisłego kierownictwa zostało skazanych na śmierć, w tym por. Jeute (Joyte).
Pomimo tego wywiad ZJ nadal działał, choć w zmniejszonej skali, przekazując poprzez AK do Londynu wiele cennych wiadomości. Kluczową postacią Pomorskiego Okręgu Związku Jaszczurczego był Andrzej Orwid-Eljaszewicz, zamordowany przez Gestapo w Radomiu. Tworzył on struktury organizacyjne w Gdyni.

## Wydawane pisma
- „Szaniec”
- „Pochodnia”, a następnie nazwa zmieniona na „Na Zachodnim Szańcu”
- „Naród i Wojsko”
- „Polska Informacja Prasowa”